# Aubrey John Kempner
Aubrey John Kempner (Grande Londres, Inglaterra, 22 de setembro de 1880 – Boulder, Colorado, 18 de novembro de 1973) foi um matemático estadunidense nascido na Inglaterra. Conhecido pela função de Kempner e série de Kempner.
Entre 1937 e 1938 foi presidente da Mathematical Association of America.

## Publicações
- «On transcendental numbers». Trans. Amer. Math. Soc. 17 (4): 476–482. 1916. MR 1501054. doi:10.1090/s0002-9947-1916-1501054-4
- «On the complex roots of algebraic equations». Bull. Amer. Math. Soc. 41 (12): 809–843. 1935. MR 1563200. doi:10.1090/s0002-9904-1935-06201-9
- Paradoxes and common sense (pamphlet; 22 pages). [S.l.]: Van Nostrand. 1959